# Anastasija Donika
Anastasija Donika (ur. 22 listopada 1982 w Rydze) – łotewska siatkarka, reprezentantka kraju. Obecnie występuje w Belgii w Dauphines Charleroi.

## Kariera
| Klub                | Kraj   |
| ------------------- | ------ |
| Speks-R Ryga        | Łotwa  |
| Dauphines Charleroi | Belgia |